# Охтирський нафтопромисловий район
Охтирський нафтопромисловий район — охоплює велику площу на території трьох областей і за своєю потужністю займає перше місце в Україні, де є поклади нафти і блакитного палива. Нині тут видобувається 50 % української нафти.

## Історія
Перші припущення про можливість нафтоносності району Роменської соляно-купольної структури висловив Микола Сергійович Шатський в 1931 році в своїй статті: «До питання про походження роменських гіпсів та порід Ісачківського пагорба на Україні». Шатський був викладачем Московського геологорозвідувального інституту, де читав лекції з геотектоніки та структурної геології. Певний час він вів дослідження на Донбасі. Виходи гіпсів поблизу міста Ромни та діабазів на Ісачківському пагорбі були відомі та згадувались в геологічній літературі давно, та Шатський перший пояснив їх появу на поверхні існування в Дніпровсько-Донецькій, або (Південно-Російській мульді), як її тоді називали, соляних куполів. А оскільки з осадковими породами, піднятими при утворенні таких куполів, і в Західному Казахстані, і в Техасі пов'язані родовища нафти, Шатський передбачив їх існування і в Україні. Його висновки лягли в основу початку геологорозвідувальних робіт на нафту і газ в Дніпровсько-Донецькій западині.
1935 — Академія наук СРСР організувала комплексну експедицію для всебічного вивчення Роменської структури.
1936—1939-і — тривали розвідувальні роботи. В 1939 році було розпочато буріння розвідувальних та експлуатаційних свердловин (всього було пробурено понад 100, в 53-х — з них, встановлено ознаки нафтоносності). З 1939 по 1951 роки Роменське родовище знаходилось в промисловій розробці.
1951 — відкрито Радченківське родовище (це — на Полтавщині), а 1957  — Качанівське. Пізніше було доведено, що це родовище — нафтогазове.
1961 — Постанова Харківського раднаргоспу № 7 від 7.01.1961 року. Створити нафтопромисел в м. Охтирці для розробки Качанівського родовища.
10 лютого 1961 — добуто перші тонни промислової нафти.
Квітень 1961 — ввели в експлуатацію трубопровід між тимчасовими качанівськими спорудами та пунктом наливу.
1963 — було створено цех науково-дослідницьких та проектних робіт.
1964 — введені в експлуатацію нафтопроводи: Качанівка — Мала Павлівка, Качанівка — Охтирка, завдяки яким набагато спрощувалось надходження нафти до Охтирської залізниці, з котрої відправлялась продукція на переробку.
3.03.1965 — організовано цех капітального ремонту свердловин.
30.06.1965 — розпочато видобуток нафти з горизонту К-8 в свердловині № 1 (глибина — 2254—2246 м), а 2.08.1965 — видобуток вільного газу із юрських відкладів в свердловинах № 15 (глибина — 1338—1332 м), № 16 (глибина — 1332—1326 м), № 17 (глибина — 1350—1335 м), № 20 (глибина — 1354—1360 м) Рибальського родовища.
14.12.1965 — з горизонту К-9 в свердловини № 105 Рибальського родовища розпочато видобуток нафти. Промислова експлуатація запасів нафти на цьому родовищі розпочалась лише в 1966 році, а 1.02.1967 року створено Рибальський промисел з видобутку газу.
23 лютого 1967 — пробний пуск резервуарного парку з насосною по перекачуванню нафти і очисні споруди, остаточний пуск установки 5 листопада 1967 року.
1968 — відновлюється пошук вуглеводнів на Роменщині.
1.01.1969 — організовано цех з підготовки та утилізації попутного газу з назвою «газокомпресорний цех».
1.11.1969 — на базі цеху капремонту організовано цех капітального і підземного ремонту свердловин, начальником — призначено Майбу Івана Григоровича.
1970 — промисли перейменовані в районні інженерно-диспетчерські служби (РІДС).
1970 — видобуто 10 мільйонів тонн нафти на Качанівському родовищі.
15.09.1970 — Охтирське НПУ ліквідовано шляхом приєднання до НГВУ «Полтаванафтогаз».
1971 — стало до промрозробки відкрите Великобубнівське родовище.
1972 — досягнуто рубіж видобутку вільного газу — 1 млрд 126,4 млн куб./м.
31.03.1973 — в газопровід подали 1-й мільярд куб./м. газу.
1973 — введено в промрозробку Анастасівське родовище.
На базі Роменських родовищ було створено Сумське РНГВУ; воно існувало до 1976 року.
1 лютого 1976 — Охтирський нафтопромисел було виведено зі складу НГВУ «Полтаванафтогаз» і перетворено в самостійний підрозділ нафтової промисловості СРСР — Охтирське нафтогазовидобувне управління з центром у місті Охтирці Сумської області (Охтирське НГВУ).
1976 рік. В промрозробку введені родовища: Прокопенківське, Козіївське, Бугруватівське, Артюхівське. Пущені в експлуатацію: сепараційний пункт Прокопенківського родовища та ГЗУ-1 Бугруватівського родовища.
1.07.1977 — з балансу НГВУ «Полтаванафтогаз» до Охтирського НГВУ була переведена будівельно-монтажна дільниця з особовим складом.
1978 — відбулась реорганізація в структурі РІТС (районних інженерно-технологічних служб), на їх базі створені цехи з видобування нафти і газу.
Жовтень 1978 — Качанівський газокомпресорний цех та лабораторія були передані до Качанівського газопереробного заводу об'єднання «Союзнафтогазопереробка».
3 вересня 1979 року, наказом Міннафтопрому Романа Костянтиновича Рапія переведено начальником Охтирського НГВУ, потім він — генеральний директор підприємства «Охтирканафтогаз», член правління акціонерного товариства «Укрнафта».
1979 — досягається максимум видобутку газу — 1329 млн м. куб.
1979 — введено в промрозробку: Миколаївське, Перекопівське, Коржівське, Західно-Козіївське, Ярмолинцівське, Волошківське, Сахалінське родовища.
1983 — закінчено будівництво приміщення лабораторії та лабораторії глинистих розчинів з комутатором, диспетчерським пунктом, побутовими приміщеннями та інженерними мережами в Охтирці.
12 травня 1985 року наказом Міністерства нафтової промисловості СРСР введено в промислову розробку Бугруватівське нафтове родовище.
1985 — введено в промрозробку Південно-Панасівське родовище.
1986 — введено в промрозробку Житнє, Турутинське.
1987 — введено в промрозробку Качалівське, Хухринське родовища; пущені в експлуатацію: ГЗУ-5 Бугруватівського родовища, дожимна насосна станція Великобубнівського родовища.
1988 — в промрозробку введено Липоводолинське родовище, а також пущено в роботу ГЗСУ Коржівського родовища.
90-ті роки. Це — роки розширення підприємства, роки його технологічного зростання. Продовжується пошук, розробка, введення в промрозробку нових родовищ (Козіївка, Карайкозівка), йде забудова та технологічне облаштування нових об'єктів і реконструкція існуючих: установка попередньої підготовки газу Сахалінського родовища; газорозподільчий пункт (ГЗУ-2) Анастасівського родовища; дожимна насосна станція Західно-Козіївського родовища; ГЗУ-2 Південно-Панасівського родовища; реконструкції ГЗУ: Бугруватівського, Коржівського, П.Панасівського, Перекопівського родовищ.
2001 рік — проведено реконструкцію ГЗУ-3 Анастасівського; 2002 — УППГ Сахалінського; 2004 — розширення ГЗУ-7 Бугруватівського; 2006 — ГЗУ Ярмолинцівського, ГЗУ-3, 6 -Бугруватівського, ГЗУ Перекопівського; 2007—2008 — ГЗУ-3 В.Бубнівського, УПС Качанівського, ГЗУ-9 Бугруватівського родовищ.
2010 — в промрозробку введено Східно-Калинівське родовище (ЦВНГ № 3).
Обсяг видобутку нафти з конденсатом становить 53 % загального видобутку по ПАТ «Укрнафта» та понад 37 % видобутку нафти з конденсатом у цілому по Україні і відповідно видобуток газу — 36 % та понад 5 %. Видобуток здійснюється на 21 родовищі в чотирьох районах Сумської області та в одному — Харківської.